# 長谷川潔
長谷川 潔（はせがわ きよし、1891年（明治24年）12月9日 - 1980年（昭和55年）12月13日）は、神奈川県横浜市出身の版画家。日本およびフランスの両国で活動した。
1918年（大正7年）にフランスへ渡り、様々な銅版画の技法を習熟。特にメゾチント（マニエール・ノワールとも）と呼ばれる古い版画技法を復活させ、独自の様式として確立させたことで有名。渡仏して以来、数々の勲章・賞を受けたが、一度も帰国せずにパリで没した。

## 生涯
第一国立銀行横浜支店長であった長谷川一彦の長男として神奈川県横浜市に生まれた。裕福な家庭に育ち、小学生の頃より父から論語の素読や書、日本画などを教わる。大阪在住の1902年（明治35年）に父・一彦が死去、東京の麻布に転居する。
長谷川は虚弱体質であったため、勤め人は無理だと判断され、好きであった美術の道へ進む。麻布中学校卒業前に母・欣子が死去する。1910年（明治43年）に麻布中学校を卒業した後、葵橋洋画研究所で黒田清輝から素描を、本郷洋画研究所で岡田三郎助、藤島武二から油彩を学ぶ。また、バーナード・リーチからはエッチング技法の指導を受けている。その後、1913年（大正2年）に文芸同人誌『仮面』に参加、表紙や口絵を木版画で製作する。日夏耿之介や堀口大學の本の装幀なども担当した。
1918年（大正7年）、版画技術の習得のためフランスへ渡航。翌年の4月4日にパリに到着するが、静養のため10月から南フランスに約三年間滞在。その間、版画技法の研鑽を積む。そしてパリに戻り、1923年（大正12年）からサロン・ドートンヌ等のサロンや展覧会に作品を出品。1925年（大正14年）には初の版画の個展を開き、高い評価を得る。翌年にはサロン・ドートンヌ版画部の会員となり、パリ画壇で確固たる地位を築いた。
しかし、1939年（昭和14年）に第二次世界大戦が勃発すると、長谷川の生活は一変する。フランス在住の多くの画家が帰国してしまう中、長谷川はフランスに留まるが、パリを離れることを余儀なくされる。そのためサルト県にある斎藤豊作邸に疎開、その後もボルドー、ビアリッツなどを転々とする。一時パリに戻り製作を続けるが、経済的にも健康面でも苦しい日々を送った。1945年（昭和20年）にはパリ中央監獄、ドランシー収容所に収監されるも、知人の助力もあり約一ヶ月後に解放される。
戦後、再び創作を再開。銅版画に没頭し、様々な技法を最高の域まで高める。そして最後には自らが復活させたメゾチントに没頭、数々の名作を発表した。
1980年（昭和55年）12月13日、パリの自宅で老衰のため没。89歳。渡仏してから一度も日本へ帰ることはなかった。

## 年譜
- 1891年（明治24年）12月9日：誕生。
- 1898年（明治31年）：横浜市戸部小学校に入学。
- 1902年（明治35年）：大阪に移住。大阪市立愛日小学校に転校、卒業。大阪市東区第三小学校に入学。
- 1903年（明治36年）：東京に移住。鞆絵高等小学校に転校。
- 1911年（明治44年）：菱橋洋画研究所に入り黒田清輝に素描を学び始める。
- 1912年（明治45年・大正元年）：本郷洋画研究所に入り岡田三郎助、藤島武二に油絵を学び始める。大森に転居。
- 1913年（大正2年）：自画自刻の創作板目木版画や木口木版画・銅版画を製作し始める。『仮面』主催洋画展に「幕の女」など木版、ガラス版、銅版もよる作品12点を出品する。
- 1916年（大正5年）：広島晃甫（広島新太郎）、永瀬義郎と共に日本版画倶楽部を結成。
- 1918年（大正7年）：フランスに渡る。
- 1928年（昭和3年）：春陽会会員
- 1931年（昭和6年）：日本版画協会創立会員
- 1935年（昭和10年）：フランス政府からレジオン・ドヌール勲章を受章。
- 1939年（昭和14年）：第二次世界大戦勃発。
- 1943年（昭和18年）：ミシェリーヌ・M・ビアンキと結婚。
- 1945年（昭和20年）：パリ中央監獄、ドランシー収容所に収監される。
- 1964年（昭和39年）：フランス芸術アカデミーコレスポンダン会員
- 1966年（昭和41年）
  - フランス文化勲章を受章。
  - 現代日本美術展で特賞を受賞。
- 1967年（昭和42年）：勲三等瑞宝章を授与される。
- 1980年（昭和55年）
  - 京都国立近代美術館で大回顧展「銅版画の巨匠・長谷川潔展」が開催された。
  - 12月13日：死去する。遺言により、青山霊園の長谷川家の墓に埋葬された。

## 補足・エピソード
- 第二次大戦中のエピソードとして有名なものに、『一本の樹』にまつわる話がある。これは、「画題を探すために散歩をしていたところ、一本の樹が不意に「ボンジュール」と語りかけてきた。私も「ボンジュール」と答える。すると、その樹が実に素晴らしいものに見えてきた。」というもので、長谷川の自然観や思想、作品を考える上で重要なエピソードである。
- 1972年（昭和47年）にはフランスの国立貨幣・賞牌鋳造局からメダルが発行された。（日本人としては葛飾北斎、藤田嗣治に次いで三人目）
- 主にメゾチントによる幻想的な作品が知られているが、アクアチント、エッチング、ドライポイント、エングレービング等の、他の技法による銅版画も評価が高い。また、銅版画だけでなく、木版画、水彩、油彩等も描いている。
- インクや紙に強いこだわりを持っており、特にインクに関しては顔料や油、調合方法などに細心の注意を払い、イタリアの石の粉を加えるなど工夫を凝らしていた。
- 『黒の版画家』とされる通り、「黒には7色の色がある」と語っている。
- 長谷川の作品を摺っていたのはケネヴィルという摺師である。ケネヴィルに長谷川は細かく注文を付け、互いに技術を高め合うことで多くの名作を世に送りだした。長谷川はケネヴィルを深く信頼しており、1970年（昭和45年）にケネヴィルが亡くなると、『横顔』という作品を最後に活動を止めている。

## 主な作品
※年号の後に書かれているのは使われている技法である。
- 『牧神の午後（ステファン・マラルメの牧歌）』1916年（大正5年）、木版画
- 『南仏古村（ムーアン・サントゥー）』1925年（大正14年）、メゾチント
- 『アレキサンドル三世橋とフランスの飛行船』1930年（昭和5年）、メゾチント
- 『竹取物語 挿絵』1933年（昭和8年）、ドライポイント、エングレービング
- 『2つのアネモネ』1934年（昭和9年）、メゾチント
- 『一樹（ニレの木）』1941年（昭和16年）、ドライポイント
- 『花（切子ガラスに挿したアネモネと草花）』1945年（昭和20年）、アクアチント
- 『灌木の一枝』1956年（昭和31年）、墨、淡彩[1]
- 『狐と葡萄（ラ・フォンテーヌの寓話）』1963年（昭和38年）、メゾチント
- 『時、静物画』1969年（昭和44年）、メゾチント
- その他、1980年に回顧展が開かれた京都国立近代美術館や、長谷川の故郷、横浜市にある横浜美術館には多数の作品が所蔵されている。
- 村上春樹のインタビュー集『夢を見るために毎朝僕は目覚めるのです』の表紙に、『日蝕』が使われた。

## 関連文献

### 文集・評伝
- 「長谷川潔 白昼に神を視る」長谷川仁ほか編、白水社、1982年、新版1991年
- 猿渡紀代子「長谷川潔の世界」有隣堂（横浜美術館叢書 上中下）、1997-98年

### 図録画集
- 「銅版画の巨匠 長谷川潔展」京都国立近代美術館編、1980年、新版1985年。解説河北倫明・島田康寛ほか
- 「長谷川潔版画作品集」京都国立近代美術館監修、美術出版社、1981年。解説駒井哲郎ほか、大著、愛蔵版・普及版で刊
- 「長谷川潔ブックワーク」長谷川仁編、形象社、1983年。大著
- 「長谷川潔 京都国立近代美術館所蔵品目録Ⅲ」京都国立近代美術館編、1991年
- 「長谷川潔展 パリに生きた銅版画の巨匠 版画・油彩・デッサンを中心に」東京都庭園美術館編、印象社、1993年
- 「長谷川潔展図録 銅版画の巨匠」京都国立近代美術館編、1993-94年。全国各地で巡回開催
- 「長谷川潔 作品集 日本現代版画4」玲風書房、1994年
- 「長谷川潔の全版画」魚津章夫編、玲風書房、1999年、第二版2000年。大著
- 「長谷川潔作品集 京都国立近代美術館所蔵」京都国立近代美術館編、光村推古書院、2004年
- 「銅版画家 長谷川潔作品のひみつ」企画監修・横浜美術館、玲風書房、2006年